# Athetis bimacula
Athetis bimacula är en fjärilsart som beskrevs av Walker 1862. Athetis bimacula ingår i släktet Athetis och familjen nattflyn. Inga underarter finns listade i Catalogue of Life.